# Суэйн, Доминик
Доминик Эриэйн Суэйн (англ. Dominique Ariane Swain; род. 12 августа 1980, Малибу, Калифорния) — американская актриса. Наиболее известна по ролям в фильмах «Лолита» и «Без лица».

## Юность
Доминик Суэйн родилась 12 августа 1980 года в Малибу, штат Калифорния, в семье Синди (урождённой Фитцджеральд) и Дэвида Суэйна-старшего, инженера-электрика. У неё есть две сестры, актрисы Челси и Алексис.

## Карьера
Доминик начала свою карьеру в Голливуде в качестве дублера-каскадера, в частности она появилась в роли дублера младшей сестры Маколея Калкина Куинн в фильме Джозефа Рубена «Добрый сынок». В 1995 году, в возрасте 15 лет, она была выбрана из 2500 девочек на главную роль Долорес Гейз в экранизации «Лолиты» Эдриана Лайна. Её игра была высоко оценена критиками. Позже она сыграла роль Джейми Арчер в фильме Джона Ву «Без лица». Затем в драматическом фильме 1998 года «Фанатка», в котором она играет старшеклассницу, которая твердо намерена потерять девственность. В 2001 году актриса сыграла главную героиню, 17-летнюю Кэт Сторм в фильме «Колледж». В том же году, в возрасте 21 года, Суэйн позировала обнаженной для кампании PETA «Я бы предпочел ходить голым, чем носить мех». В 2002 году она снялась в клипе на песню Моби «We Are All Made of Stars». В 2006 году вышла картина «Альфа Дог» с её участием.
В 2009 году она снялась в фильме «Благородные дела» о звезде кантри Джимми Уэйне Коллинзе, в котором также снялась кантри-певица Ли Энн Уомак. Суэйн также снялась в фильме ужасов «Смертельная жатва» в роли главной героини Кристи Уоллес. В 2010 году она снялась в романтическом триллере «Дорога в никуда». В 2011 году Суэйн сыграла в боевике «Ошибка телохранителя». Затем последовала роль в научно-фантастическом фильме «Нацисты в центре Земли» в 2012 году. В 2013 году Суэйн снялась в драматическом фильме «Голубая мечта» в роли Джины Таунсенд. В 2015 году она снялась в независимом боевике «Торговля кожей» вместе с Микки Рурком, Дэрил Ханной, Эриком Робертсом и Майклом Мэдсеном.

## Личная жизнь
Состояла в отношениях с актёром Кристофером Мастерсоном. С 2019 года состоит в отношениях с Джейми Харром.

## Фильмография
| Год  |     | Русское название          | Оригинальное название                                        | Роль                  |
| ---- | --- | ------------------------- | ------------------------------------------------------------ | --------------------- |
| 1997 | ф   | Без лица                  | Face/Off                                                     | Джеми Арчер           |
| 1997 | ф   | Лолита                    | Lolita                                                       | Долорес «Лолита» Гейз |
| 1998 | ф   | Фанатка                   | Girl                                                         | Андреа Марр           |
| 2000 | ф   | Практикантка              | The Intern                                                   | Джоселин Беннетт      |
| 2000 | ф   | Плохие девчонки           | The Smokers                                                  | Джефферсон Рот        |
| 2001 | ф   | Летние забавы             | Happy Campers                                                | Уэнди                 |
| 2001 | кор | Сердитые люди сосут!      | Mean People Suck                                             | Кейт                  |
| 2001 | ф   | Колледж                   | Tart                                                         | Кэт Сторм             |
| 2002 | ф   | Тыква                     | Pumpkin                                                      | Джинин Крышински      |
| 2002 | ф   | Смерть в воде             | Dead in the Water                                            | Глория                |
| 2002 | ф   | Лучшая подруга            | New Best Friend                                              | Сидни Барретт         |
| 2003 | ф   | Убить Эдгара              | Briar Patch                                                  | Инез                  |
| 2003 | ф   | Все девственницы ломаются | As Virgins Fall                                              | Эллен Денвер          |
| 2003 | ф   | Последний контракт        | The Job                                                      | Эмили Робин           |
| 2004 | ф   | Мёртвый сезон             | Out of Season                                                | Келли Филлипс         |
| 2004 | ф   | Свободное плавание        | The Freediver                                                | Мегги                 |
| 2004 | тф  |                           | The Madam's Family: The Truth About the Canal Street Brothel | Моника                |
| 2005 | с   | Военно-юридическая служба | JAG                                                          | Лейтенант Ив Сорренс  |
| 2005 | в   | Пожиратель душ            | Devour                                                       | Дакота Девор          |
| 2005 | ф   | Подмастерье               | Journeyman                                                   | Доминик               |
| 2005 | ф   |                           | The Locrian Mode                                             | Джилл                 |
| 2006 | с   | Говорящая с призраками    | Ghost Whisperer                                              | Стейси Чейз           |
| 2006 | ф   | Альфа Дог                 | Alpha Dog                                                    | Сьюзан Хартуньэн      |
| 2006 | ф   | Игра ва-банк              | All In                                                       | Эйс                   |
| 2006 | тф  |                           | Totally Awesome                                              | Лори                  |
| 2006 | ф   | Смертельная жатва         | Fall Down Dead                                               | Кристи                |
| 2007 | ф   | Тихий океан и Эдди        | The Pacific and Eddy                                         | Челси                 |
| 2007 | в   | Кровавый пир              | Dead Mary                                                    | Ким                   |
| 2007 | ф   | Белое небо                | White Air                                                    | Кристи                |
| 2008 | кор |                           | Borders                                                      | Эшли                  |
| 2008 | ф   | Яд                        | Toxic                                                        | Надя                  |
| 2008 | в   | Закат в прериях           | Prairie Fever                                                | Абигейл               |
| 2008 | ф   | Путь клинка               | Stiletto                                                     | Нэнси                 |
| 2008 | ф   | Благородные дела          | Noble Things                                                 | Амбер Вэйд            |
| 2008 | ф   | Грабители                 | Capers                                                       | Mерси                 |
| 2009 | ф   |                           | Nightfall                                                    | Куинн                 |
| 2009 | ф   | Каскадёры                 | Stuntmen                                                     | Минди Данжер          |
| 2010 | ф   |                           | Trance                                                       | Лаура                 |
| 2010 | ф   | Дорога в никуда           | Road to Nowhere                                              | Натали Пост           |
| 2011 | ф   | Девушка из «Голого глаза» | The Girl from the Naked Eye                                  | Алисса                |
| 2012 | ф   | Нацисты в центре Земли    | Nazis at the Center of the Earth                             | Пейдж                 |
| 2015 | ф   | Торговля кожей            | Skin Traffik                                                 | Анна Пил              |
| 2015 | ф   | Акулы на свободе          | Sharkansas women's prison                                    | Хани                  |
| 2016 | ф   |                           | Magik                                                        | Калиста               |
| 2017 | ф   | Чёрная комната            | The Black Room                                               | Стэйси                |
| 2017 | ф   | Бун: Охотник за головами  | Boone: The Bounty Hunter                                     | Оливия                |
| 2018 | ф   | Загнанный                 | Battle Drone                                                 | Александра            |
| 2018 | ф   | Нацистский Повелитель     | Nazi Overlord                                                | Эрис                  |
| 2018 | ф   | Первенец                  | 1st Born                                                     | Ингрид                |
| 2019 | ф   | Гнилохвост                | Rottentail                                                   | Анна Банана           |
| 2019 | ф   | Эминенс Хилл              | Eminence Hill                                                | Гретхен               |
| 2020 | ф   | Луна-метеор               | Meteor Moon                                                  | Генерал Хаузер        |